# 假海桐属
假海桐属（学名：Pittosporopsis）是水螅花科下的一个属，为无刺灌木植物。该属仅有假海桐（P. Kerrii）一种，分布于缅甸、泰国至中国云南南部及东南部。假海桐屬原本歸類於茶茱萸科內，但因與其他屬為多系群的關係，被重新歸類於水螅花科之下。

## 物种
本属包括以下物种：
- 假海桐 Pittosporopsis kerrii Craib